# Calyptomyrmex tensus
Calyptomyrmex tensus är en myrart som beskrevs av Bolton 1981. Calyptomyrmex tensus ingår i släktet Calyptomyrmex och familjen myror. Inga underarter finns listade.